# La Ferté Macé
Pour les articles homonymes, voir La Ferté (homonymie).
La Ferté Macé est une commune nouvelle française située dans le département de l'Orne en région Normandie. Elle est constituée le 12 janvier 2016 par la fusion des anciennes communes de La Ferté-Macé et d'Antoigny, devenue une commune déléguée de La Ferté Macé.

## Géographie

### Situation

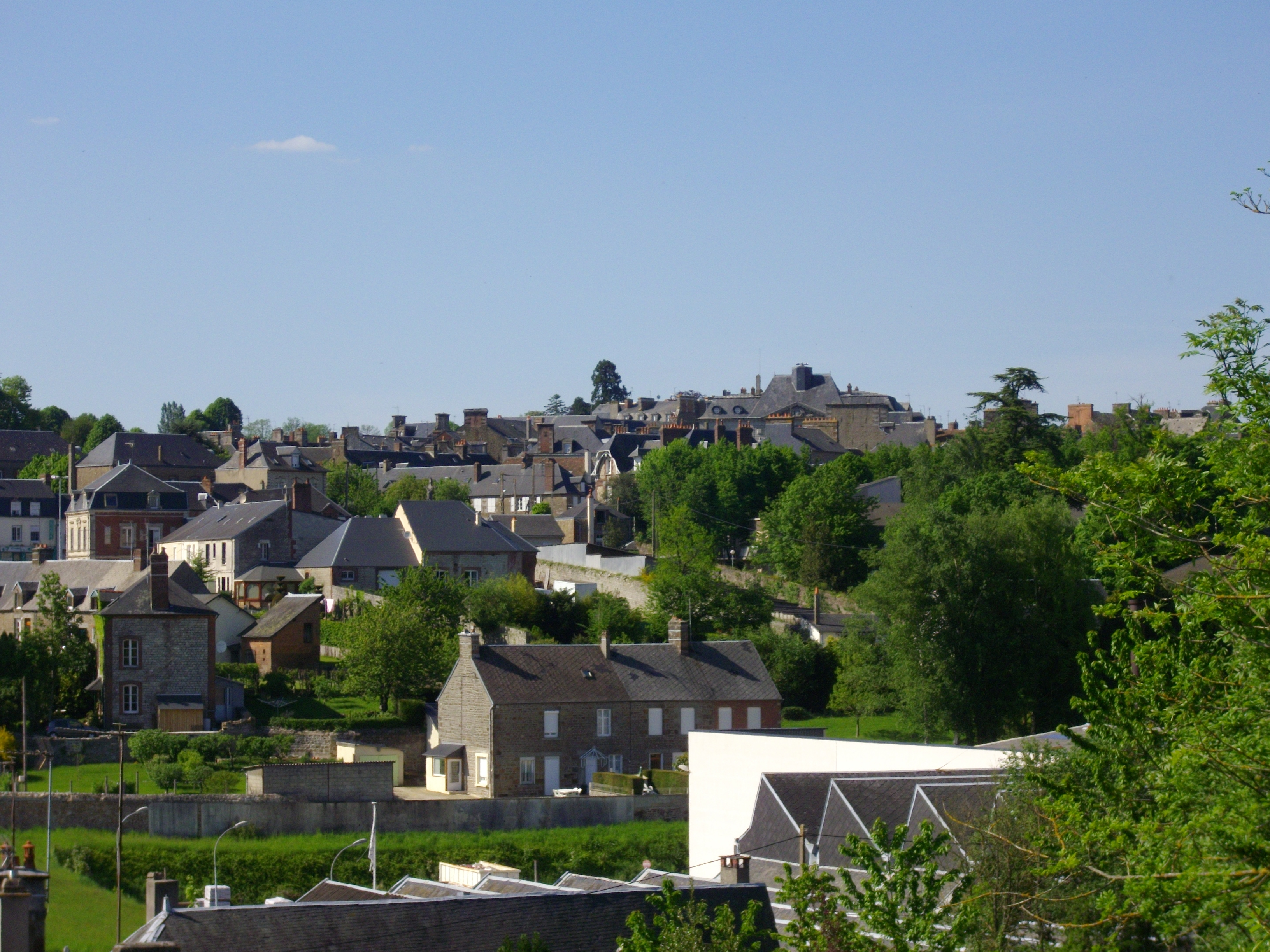
Vue générale de La Ferté-Macé.

La Ferté Macé et ses environs font partie du pays d'Andaine dans le pays de Passais, région naturelle appartenant au bocage normand.
La ville se situe dans le sud de la région Normandie, non loin de la limite du Maine, à 65 km au sud de Caen et à 200 km à l'ouest de Paris.
Elle se situe également à 6 km de la station thermale de Bagnoles-de-l'Orne. La ville se situe sur le territoire du parc naturel régional Normandie-Maine ; elle est en outre bordée à l'ouest et au sud par le massif forestier des Andaines, lequel fait partiellement partie de la commune de La Ferté Macé.

### Communes limitrophes
Dans sa configuration de commune nouvelle de 2016, le territoire de La Ferté Macé est limitrophe de dix communes. Il est bordé à l'est par Magny-le-Désert, au sud-est par Saint-Patrice-du-Désert (sur une petite portion), au sud par Saint-Ouen-le-Brisoult et Méhoudin, au sud-ouest par Rives d'Andaine (commune déléguée de Couterne), à l'ouest par Bagnoles de l'Orne Normandie (communes déléguées de Saint-Michel-des-Andaines et Bagnoles-de-l'Orne), au nord-ouest par Les Monts d'Andaine (commune déléguée de Saint-Maurice-du-Désert) et au nord par Beauvain. La commune déléguée d'Antoigny occupe le sud de ce territoire.
| Saint-Maurice-du-Désert                      | Beauvain                        | Beauvain                |
| Saint-Michel-des-Andaines,Bagnoles-de-l'Orne | La Ferté Macé                   | Magny-le-Désert         |
| Couterne                                     | Méhoudin,Saint-Ouen-le-Brisoult | Saint-Patrice-du-Désert |

### Hydrographie
La commune est traversée par la ligne de partage des eaux entre les bassins hydrographiques Seine-Normandie et Loire-Bretagne. Elle est drainée par la Gourbe, la Maure, le ruisseau de Fimbrune, le ruisseau la Maure, le Rocher Broutin, le ruisseau du Pissot et divers autres petits cours d'eau.
La Gourbe, d'une longueur de 24 km, prend sa source dans la commune de Joué-du-Bois et se jette  dans la Mayenne à Méhoudin, après avoir traversé huit communes. 
La Maure, d'une longueur de 12 km, prend sa source dans la commune  et se jette  dans la Gourbe en limite de la commune et de Saint-Ouen-le-Brisoult. 
Le plan d'eau de la Ferté-Macé ou lac de la Ferté-Macé est un lac artificiellement créé dans les années 1980 pour servir à un complexe touristique avec base de loisirs. Ce lac est alimenté par la rivière de Fimbrune qui alimente la Maure.

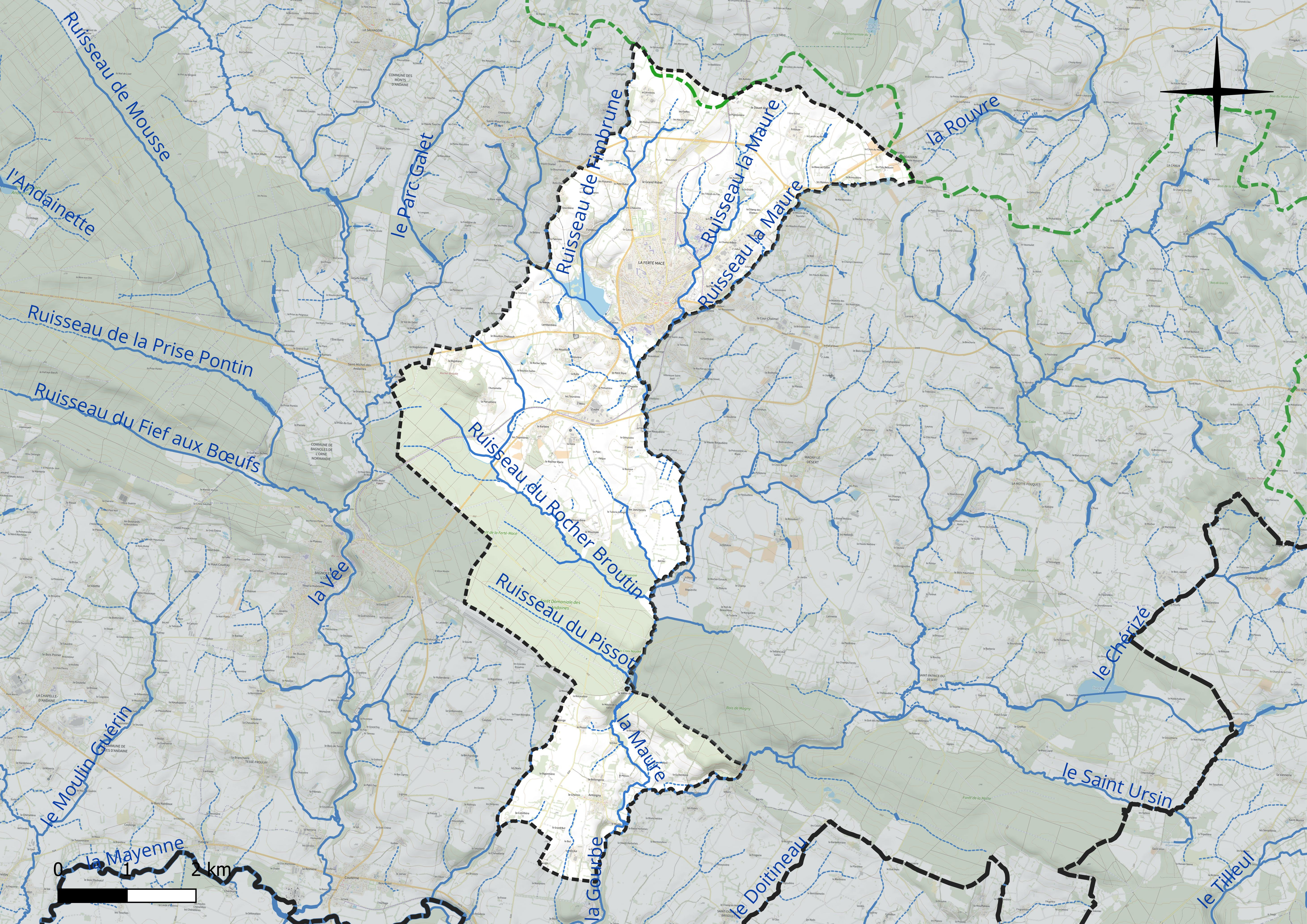
Réseau hydrographique de la La Ferté Macé.

### Géologie et relief
La commune est au nord-ouest du Massif armoricain, à une vingtaine de kilomètres du mont des Avaloirs. Le point culminant du territoire (286 m) se situe au nord, près du lieu-dit les Fieffes. Le point le plus bas (165 m) correspond à la sortie de la Maure du territoire, au sud. En dehors de la partie urbaine, la commune est bocagère à l'exception du sud-ouest, occupé par la forêt de la Ferté-Macé, partie de la forêt d'Andaine.

### Climat
Pour des articles plus généraux, voir Climat de la Normandie et Climat de l'Orne.
En 2010, le climat de la commune est de type climat océanique altéré, selon une étude du CNRS s'appuyant sur une série de données couvrant la période 1971-2000. En 2020, Météo-France publie une typologie des climats de la France métropolitaine dans laquelle la commune est exposée à un climat océanique et est dans la région climatique Normandie (Cotentin, Orne), caractérisée par une pluviométrie relativement élevée (850 mm/a) et un été frais (15,5 °C) et venté. Parallèlement le GIEC normand, un groupe régional d’experts sur le climat, différencie quant à lui, dans une étude de 2020, trois grands types de climats pour la région Normandie, nuancés à une échelle plus fine par les facteurs géographiques locaux. La commune est, selon ce zonage, exposée à un « climat contrasté des collines », correspondant au Bocage normand, bien arrosé, voire très arrosé sur les reliefs les plus exposés au flux d’ouest, et frais en raison de l’altitude.
Pour la période 1971-2000, la température annuelle moyenne est de 10 °C, avec une amplitude thermique annuelle de 13,5 °C. Le cumul annuel moyen de précipitations est de 883 mm, avec 12,8 jours de précipitations en janvier et 7,5 jours en juillet. Pour la période 1991-2020, la température moyenne annuelle observée sur la station météorologique la plus proche, située sur la commune de Briouze à 12 km à vol d'oiseau, est de 10,9 °C et le cumul annuel moyen de précipitations est de 920,5 mm,. Pour l'avenir, les paramètres climatiques de la commune estimés pour 2050 selon différents scénarios d’émission de gaz à effet de serre sont consultables sur un site dédié publié par Météo-France en novembre 2022.

## Urbanisme

### Typologie
Au 1er janvier 2024, La Ferté Macé est catégorisée bourg rural, selon la nouvelle grille communale de densité à sept niveaux définie par l'Insee en 2022. Elle appartient à l'unité urbaine de La Ferté Macé, une unité urbaine monocommunale constituant une ville isolée,. Par ailleurs la commune fait partie de l'aire d'attraction de la Ferté Macé, dont elle est la commune-centre,. Cette aire, qui regroupe 17 communes, est catégorisée dans les aires de moins de 50 000 habitants,.

### Occupation des sols

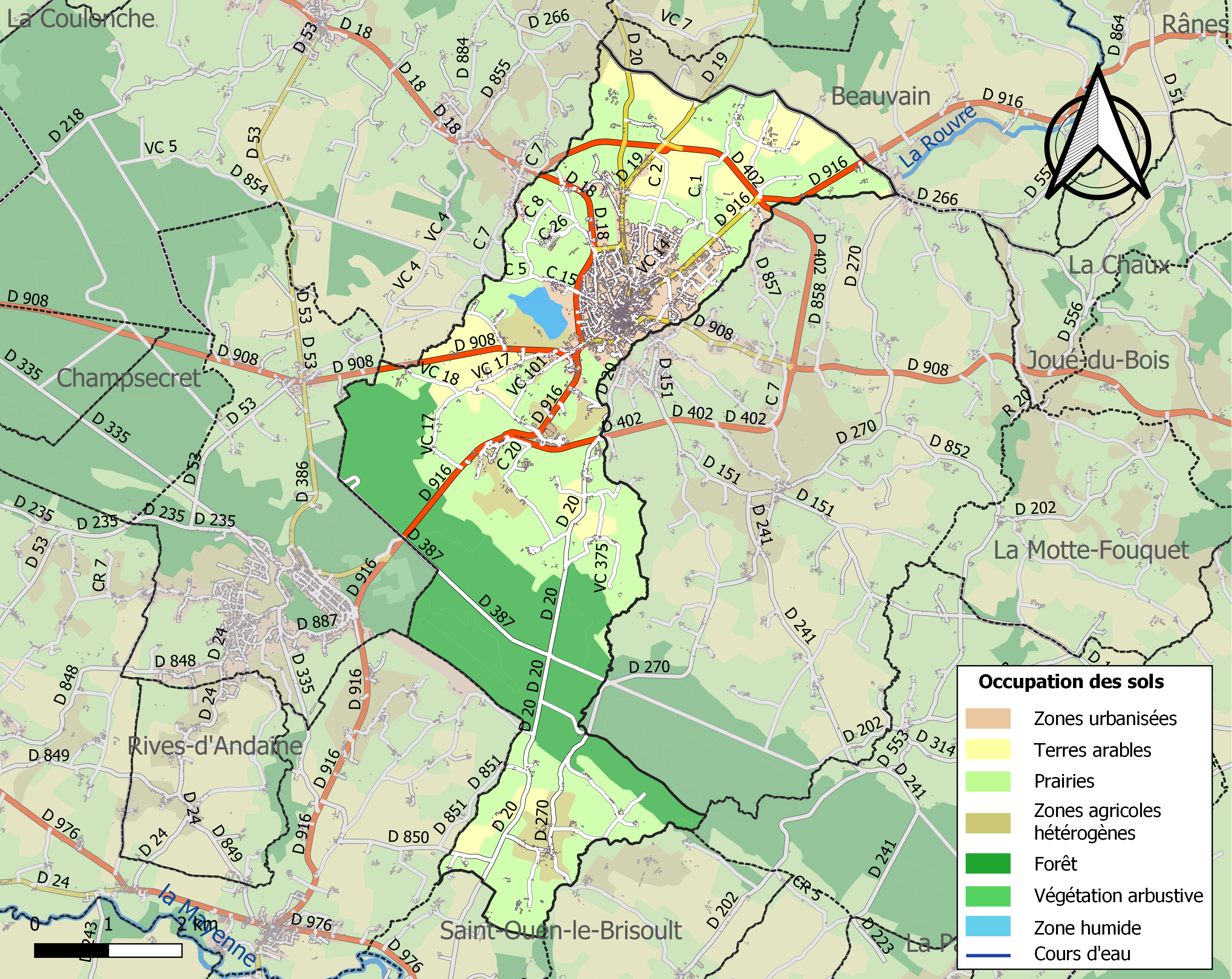
Carte des infrastructures et de l'occupation des sols de la commune en 2018 (CLC).

### Voies de communication et transports
La Ferté-Macé se situe :
- à 28 km de l'A88 vers Caen (par Argentan),
- à 42 km de l'A28 vers Rouen (par Sées),
- à 45 km d'Alençon, d'où l'on peut emprunter l'A28 vers Le Mans, ou bien la N 12 vers Paris où la section Paris-Alençon est presque en totalité en 2×2 voies.

La ville est le croisement des anciennes routes nationales RN 808 et RN 816, déclassées respectivement en RD 908 et RD 916. La RD 908 permet d'aller vers Alençon et Sées d'un sens, et vers Domfront et Le Mont-Saint-Michel dans l'autre. La RD 916 permet d'aller vers Argentan dans un sens, et vers Bagnoles-de-l'Orne, Mayenne et Laval dans l'autre.
En plus de ces deux anciennes routes nationales, La Ferté-Macé est reliée à Flers par la RD 18 (grand trafic), à Falaise (puis vers Caen) par la RD 19 et à Briouze par la RD 20.
Enfin, la déviation urbaine de La Ferté-Macé, d'une longueur de 10,7 km, a été inaugurée le 5 décembre 2008 et ouverte à la circulation le 8 décembre 2008,,. Elle contourne la ville par le nord, l'est et le sud ; en débutant à partir de la RD 18 vers Flers, rencontrant la RD 916 vers Argentan, la RD 908 vers Alençon et Sées et en terminant sur la RD 916 vers Bagnoles-de-l'Orne, Mayenne et Laval. À terme, la déviation doit être prolongée jusqu'à la RD 908 vers Domfront depuis la route de Bagnoles-de-l'Orne. Trois communes sont ainsi traversées par cette déviation urbaine : Magny-le-Désert, Saint-Maurice-du-Désert et La Ferté-Macé.
La Ferté-Macé n'est plus desservie par le train depuis 1992. La gare ferroviaire la plus proche est alors la gare de Briouze, à 15 km au nord de la commune. Toutefois, la Ferté-Macé reste connectée à la ligne de Paris à Granville par un service d'autocars sous tarification SNCF (ligne 423 du Réseau NOMAD). Ce service d'autocars fait la navette entre la gare de Briouze ou la gare d'Argentan et Bagnoles-de-l'Orne, en passant par La Ferté-Macé.
La Ferté-Macé se situe ainsi à 2 h 15 de Paris par rail.
La ville est distante de 8 km de l'aérodrome de Bagnoles-de-l'Orne - Couterne, spécialisé dans l'aviation légère et de loisirs.
Pour des liaisons passagers, l'aéroport le plus proche de La Ferté-Macé est l'Aéroport de Caen-Carpiquet, situé à Carpiquet à 85 km au nord de la commune.

## Toponymie
La ville est mentionnée sous diverses formes latinisées : Firmitas, Feritas  ou Castrum Firmitatis en 1053, Feritas Mathei en 1160, Feritatem   Mathei en 1205, Feritate Mathei vers 1330, puis Ferté Macé au moins depuis 1600 ou parfois Firmitas Macei au XVIIIe siècle.
Le toponyme signifierait la « forteresse de Mathieu ». Il s'agit en effet de l'ancien français ferté issu du bas latin firmitate « fermeté » au sens de forteresse.
Matthaeus en latin, souvent réduit à Mateus, a donné Maheu, Mahé, Mahieu en ancien français, Mathieu étant une forme savante, et Macé au centre ouest de la France (cf. Saint-Macé, Maine-et-Loire). Macé semble bien être une forme typique de l'ouest de Mathieu, dont l'évolution phonétique doit s'expliquer par le maintien du /s/ du cas sujet masculin (cf. James, Gilles, Jacques, Georges, etc.).

### Microtoponymie
- Le Fays : Le toponyme fay est issu du gallo-roman FAGETU, mot basé sur le bas latin FAGU (lat. fagus) « hêtre », suivi du suffixe collectif -ETU, hêtraie.
- Le Bas de Maure : point bas de la Ferté-Macé, où le ruisseau de Fimbrune se jette dans la Maure
- Le Désert
- Fimbrune : tautologie, vieux norrois, la source, le ruisseau[26].

## Histoire
L'histoire de la Ferté se confond pour une large part avec l'histoire du Passais.

### Antiquité
La ligne de faîte d'entre le bassin de la Mayenne et de l'Orne, qui sépare les tribus gauloises des Esuviens et des Cénomans était occupée par une voie gauloise plus tard romanisée, et garnie de points de défense entre Tourouvre et Avranches qui passait probablement par la Ferté. Les Gaulois avaient l'habitude de s'entourer de zones neutres pour s'isoler de leurs voisins, cette région de frontière était donc probablement très peu peuplée et couverte de forêts d’où le nom de « Désert » associé à de nombreuses localités de la région. De plus ces terres neutres étaient consacrées aux divinités et réputées inviolables.

### Au Moyen Âge

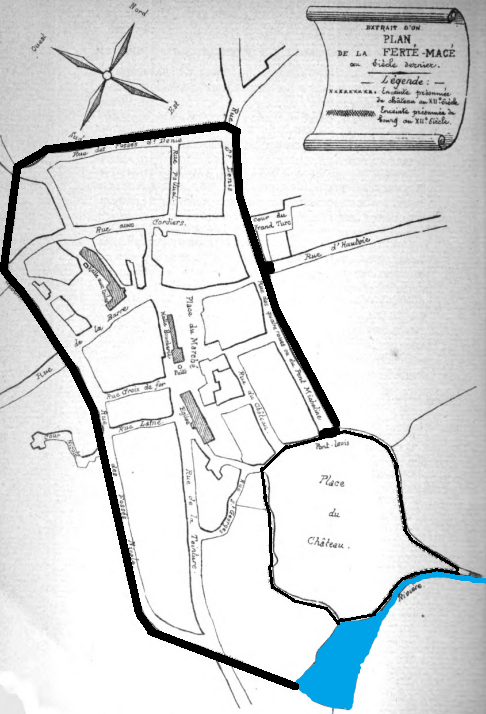
Plan supposé de l'enceinte du XIIe siècle.

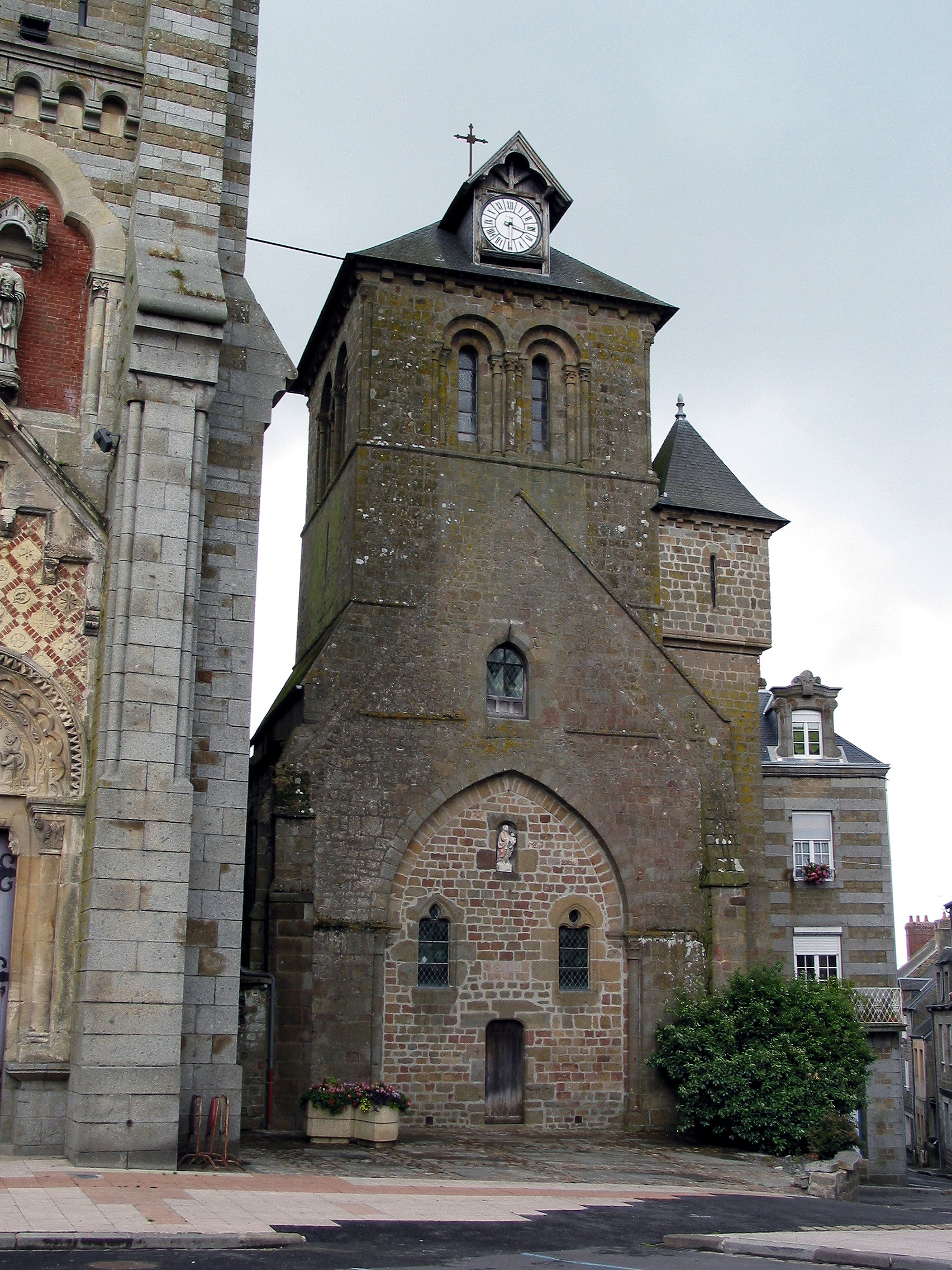
Seule cette ancienne église romane du XIIe siècle témoigne du passé médiéval de la Ferté-Macé.

Le pouvoir royal s’affaiblissant, le territoire se couvre de châteaux, en particulier sur les Marches de Normandie.
Au XIe siècle entre 1015-1030, sont construits les premiers châteaux d’Alençon et de Domfront, et probablement aussi d’autres places fortes appelées mottes féodales telle que celle de la Ferté Macé ; c’est aussi de cette période que date certainement le premier lieu de culte.
Le premier seigneur serait Geoffroy père du premier baron attesté de la Ferté, ou plus probablement Guillaume II Talvas comte de Bellême et seigneur de Domfront.

#### Période du duché de Normandie
Autour de 1050, ont lieu les guerres normano-angevines. Guillaume, duc de Normandie, allié du roi de France Henri Ier, chasse le comte d’Anjou en reprenant les places fortes de Domfront et Alençon. Ce conflit permet l’expansion du duché de Normandie au sud sur le Passais, par l’annexion des terres de Bellême, entre Domfront et La Roche-Mabile. Aux fortification du Maine font face les fortifications du duché de Normandie. Côté normand c’est le comte de Bellême seigneur d’Alençon et d’une partie du Passais qui est chargé de la défense sud du duché et développe les places fortes et baronnies sur l’ordre de Guillaume duc de Normandie. La forteresse, se peuplant peu à peu du fait de la recherche par les habitants d'une protection seigneuriale, sert de maillon à la ceinture fortifiée protégeant le duché de Normandie des soifs de conquête de ses puissants voisins que sont le roi de France et le duc d'Anjou.
C’est probablement à cette époque que la baronnie et la paroisse de la Ferté prennent vraiment naissance sur un territoire qui aurait été pris sur celui de Saint-Maurice-du-Désert.
En 1053 Charte de Guillaume Ier, baron de la Ferté, avec pour témoin le duc Guillaume de Normandie, la duchesse Mathilde et l’évêque de Sées Yves de Bellême, également comte d’Alençon et de Bellême. Il détenait des mains des évêques de Sées et du Mans le patronage et les revenus des deux églises de la Ferté et de Magny, ainsi que ceux des églises de Bellou, d'Habloville et Giel. Il en fit don aux Bénédictins de l'abbaye de Saint-Julien-de-Tours, ordre religieux très apprécié à l’époque, et reconnu par les seigneurs normands car leur abbaye se situait sur les chemins de pèlerinage et leur servait de gîte d’étape. Ce « don » lui a probablement été imposé, car à la suite du concile de Reims de 1049, il était de plus en plus mal vu que les laïcs possèdent des biens d’Église. La fondation d’un prieuré leur est alors confiée aux portes du château de la Ferté.
D'autre part, l'implantation d'un prieuré à proximité d'une place forte permet au seigneur local de légitimer sa main mise sur le territoire environnant et d'en affirmer sa propriété sur des régions potentiellement contestées.
En effet, la fondation d’un prieuré, qui est souvent renforcée par celle d’un bourg, accroit les capacités d’attraction des habitants des alentours et apporte ainsi un surcroît d’efficacité et de puissance au contrôle seigneurial; il donne également une visibilité et un prestige notoires, et contribue ainsi à accélérer le processus de développement de la paroisse .
Guillaume II succède à son père et participe à la bataille d'Hastings en 1066. Bien que certains documents non-attestés mentionnent la présence de Mathieu de la Ferté accompagnant Henri de Domfront lors de la conquête de l’Angleterre, il est plus probable que ce Mathieu (Mathei, Macei), qui a donné son nom à la commune, arrive postérieurement comme baron au début du XIIe siècle .
En 1083, a lieu une transaction au sujet des précédentes églises, entre Girbert, abbé de Saint-Julien-de-Tours, et Guillaume III, baron de la Ferté, devant le duc Guillaume le Conquérant, la reine Mathilde, plusieurs hauts personnages de leur cour et Maurice de La Ferté, oncle paternel du baron. Guillaume III conteste les dons de son aïeul et en reprend possession ; les églises sont cependant restituées aux moines alors que la terre de d'Habloville est récupérée.
En 1093, une charte énumère les libéralités personnelles de Guillaume III mourant, envers le prieuré de la Ferté. Il octroie une partie de la masure Archer et de son pré, la dîme des fours de la ville, de tous ses moulins, du marché, du tonlieu, de toutes les foires, et droits forestiers (panages et cuirs provenant des chasses). À sa mort, Robert son frère, devient le nouveau baron de la Ferté.
À la suite de leur baron, les seigneurs locaux l’imitent par de nouveaux dons aux moines du prieuré. En 1099, Guigon de la Marre fait don de l'église de Beauvain. Vers 1100, la terre d'Habloville est concédée par Wimund, ce qui est ensuite confirmé par son fils Adam de Magny. Guyon est alors le prieur de La Ferté.

#### Période de l'Empire Plantagenêt
Par l'intégration du domaine anglo-normand à l'Anjou, l'Empire Plantagenêt se fortifie encore davantage contre le roi de France ; et la Ferté perd son rôle de forteresse frontalière entre Normandie et Maine-Anjou. Vers 1216, il est fait mention d'un impôt forestier dans la seigneurie de la Ferté-Macé .

#### Incorporation au domaine royal français
En 1205, à l'issue de la conquête de la Normandie par le roi Philippe Auguste et son rattachement au royaume de France, la Ferté-Macé devient une baronnie royale. Guillaume de la Ferté, fils de Mathieu (un autre Mathieu) et de Gondrède, qui s'était alors opposé à Philippe Auguste, abandonne sa baronnie et part rejoindre Jean sans Terre en Angleterre, où il possède des biens plus importants . Le roi de France devient alors le seigneur de la Ferté ; il confie alors la baronnie tantôt à un partisan de la Couronne, tantôt à un engagiste (seigneur administrateur d'un autre domaine au nom du roi).
Vers 1214, la dame de la Ferté-Macé resserre son contrôle sur sa seigneurie, et impose une nouvelle coutume de pâturage à Bellou-en-Houlme .
Sur la période 1316-1419, les registres font état d'une population évaluée à 1500 habitants, de la présence d'un four banal, et de la construction de l’église romane à proximité du prieuré.
En 1386, un procès criminel à Falaise condamne à mort un assassin bien particulier : un cochon qui avait mangé le nourrisson du maçon Souvet dans le bourg. C'est une chose assez fréquente au Moyen Âge, où l'on relate pour la seule ville de Rouen plusieurs excommunications de cochons assassins et leur pendaison pour des raisons analogues.
Au XVe siècle le château est détruit ; en 1540, le Terrier de la vicomté de Falaise fait état d’une place du château ruinée et démolie ; le four collectif est également en ruine ; subsiste cependant dans la ville une léproserie.
En 1595, les dépendances de la baronnie de la Ferté sont: Magny-le-Désert, La Motte-Fouquet, La Sauvagère, la Coulonche, Saint Maurjce-du-Désert, Saint Ouen-le-Brisoul, Le Dollu, Lonlay-le-Tesson, Le Grais, Beauvain, Couterne, et Saint Patrice-du-Désert.
Aujourd'hui ne reste du château qu’une grande place située en hauteur sur la motte féodale, appelée à l’origine « place du Château » (actuelle place de Neustadt-am-Rübenberge, ville jumelle allemande). De l'époque médiévale, seule subsiste l'église romane et son clocher, amputée d'une partie de sa nef à la fin du XIXe siècle lors de la construction de l'église Notre-Dame qui la jouxte ; ainsi que l'escalier en pierre taillée du logis Pinson du XVIe siècle.

### Temps modernes
À partir du XVIe siècle, pour compenser la pauvreté des terres de la région, dans les hameaux certains paysans commencent à développer l'activité du tissage à la main des toiles de lin et plus tard des toiles de coton. La Ferté est pendant longtemps le principal marché du coutil.
En 1638, Bonaventure Chapelle procureur de la fabrique de l'église, parquier du parc royal de La Ferté et négociant, construit le manoir de Pont-Chapelle, et près de celui-ci construit une blanchisserie et de grands magasins où arrivent des chargements de toiles de Laval pour les blanchir.
En 1644, son fils Gatien s’associe à Paris avec le marchand Rougé (M. Julien de Caignou de Magny), pour écouler ses toiles aux halles; celles-ci sont par la suite exportées partout en Europe et dans le monde : le Havre, Londres, Cadix puis de là l'Amérique.
En 1712, le baron engagiste de la Ferté est Antoine de Crozat, le plus riche négociant du royaume.
En 1723, l’abbaye de la Ferté dépend toujours de l'abbaye de Saint-Julien de Tours, mais l’église prieuriale est devenue depuis longtemps paroissiale lorsque les moines laissent place à un curé pour assurer les offices. L’Abbé Antoine Lacroix de Laval devient son avant-dernier prieur par héritage, et comme ses prédécesseurs il ne se soucie que des revenus associés à ce qu’il considère alors comme un manoir seigneurial localisé entre l'ancienne église et l’actuelle rue des Quatre-roues. L'ensemble se compose d’un bâtiment (15 × 7 m) de deux salles, de chambres, de greniers, d’un jardin (21 × 26 m) et d’une cour. Le tout à l’abandon tombe en ruine et ne sert plus qu’a entreposer du bois et du foin 
La Ferté-Macé subsiste jusqu'au XVIIIe siècle en tant que petite cité d'un bon millier d'habitants, vivant de l'artisanat et du commerce local. Cet artisanat, déjà sous forme du tissage à domicile, est précurseur du siècle suivant où la ville deviendra un grand centre textile.
Au XVIIIe siècle, le seigneur engagiste de la Ferté-Macé est le marquis de Rannes, Charles d'Argouges.
En 1777, la population s'élève alors à environ 1950 habitants de plus de 12 ans. L'activité agricole dépend principalement de la production de seigle, d'avoine et de sarrasin; il y a également une activité forestière. La cure procure un revenu de 800 livres et le prieuré 2500 livres.
En 1780, les bâtiments de l’abbaye semblent avoir été vendus pour en faire une prison, et à la révolution un nouveau bâtiment est en cours de construction à l’emplacement de l’ancien trop délabré.
Avant 1789 et la Révolution française, la paroisse faisait partie du diocèse du Mans puis fut rattachée au diocèse de Sées.

### Époque contemporaine
En 1802, le bâtiment dit de l’abbaye, sans ses terrains, est restitué à l’église pour en faire le nouveau presbytère, en remplacement de l’ancien situé rue Saint-Denis confisqué et vendu pendant la révolution.
Au XIXe siècle, La Ferté-Macé devient un grand centre textile :
- de filature textile (Établissements Rallu-Lecomte…) ;
- de fabrication de toiles (tissage) par des tisserands à domicile puis par des employés de l'industrie textile (dans les établissements Bernier-Martin, Bisson, Bobot-Descoutures-Appert, Duval, Grison Roussel-Pilatrie, Retour, Salles, etc.). Les spécialités locales sont les coutils[56] et retors, treillis, draps de coton, passementerie (bretelles, mèches pour lampes, etc.) ;
- de blanchiment (Établissements Guilmard…), de teinturerie et d'apprêt.

En 1853, le premier métier à tisser mécanique entraîné par machine à vapeur à être installé en France fonctionne à La Ferté-Macé. Cette introduction qui menace les emplois des femmes entraîne de leur part une manifestation hostile à ces machines.
Pendant un siècle, la ville vit à l'ombre des hautes cheminées de briques, crachant leur fumée noire, et au rythme des sirènes, aux timbres différents, organisant le travail dans les différents ateliers de textile, de galoches et de chaussures (Établissements Moche, Plé, etc.).
Vers 1855 est ouverte une école secondaire ecclésiastique (petit séminaire), devenue après 1907 école primaire supérieure publique, puis collège moderne et technique - centre d'apprentissage et enfin lycée des Andaines vers 1955.
Le 5 août 1860, l'église Notre-Dame, de style romano-byzantin, est officiellement consacrée. Les clochers ne sont achevés que 40 ans plus tard, et leur bénédiction intervient du 26 au 30 juillet 1899. Initialement ce n'était pas deux tours qui étaient prévues mais un dôme. Les cloches, quant à elles, sont suspendues le 27 octobre 1907 et bénites deux jours après.
Le 29 septembre 1867, le presbytère de La Ferté-Macé est achevé.

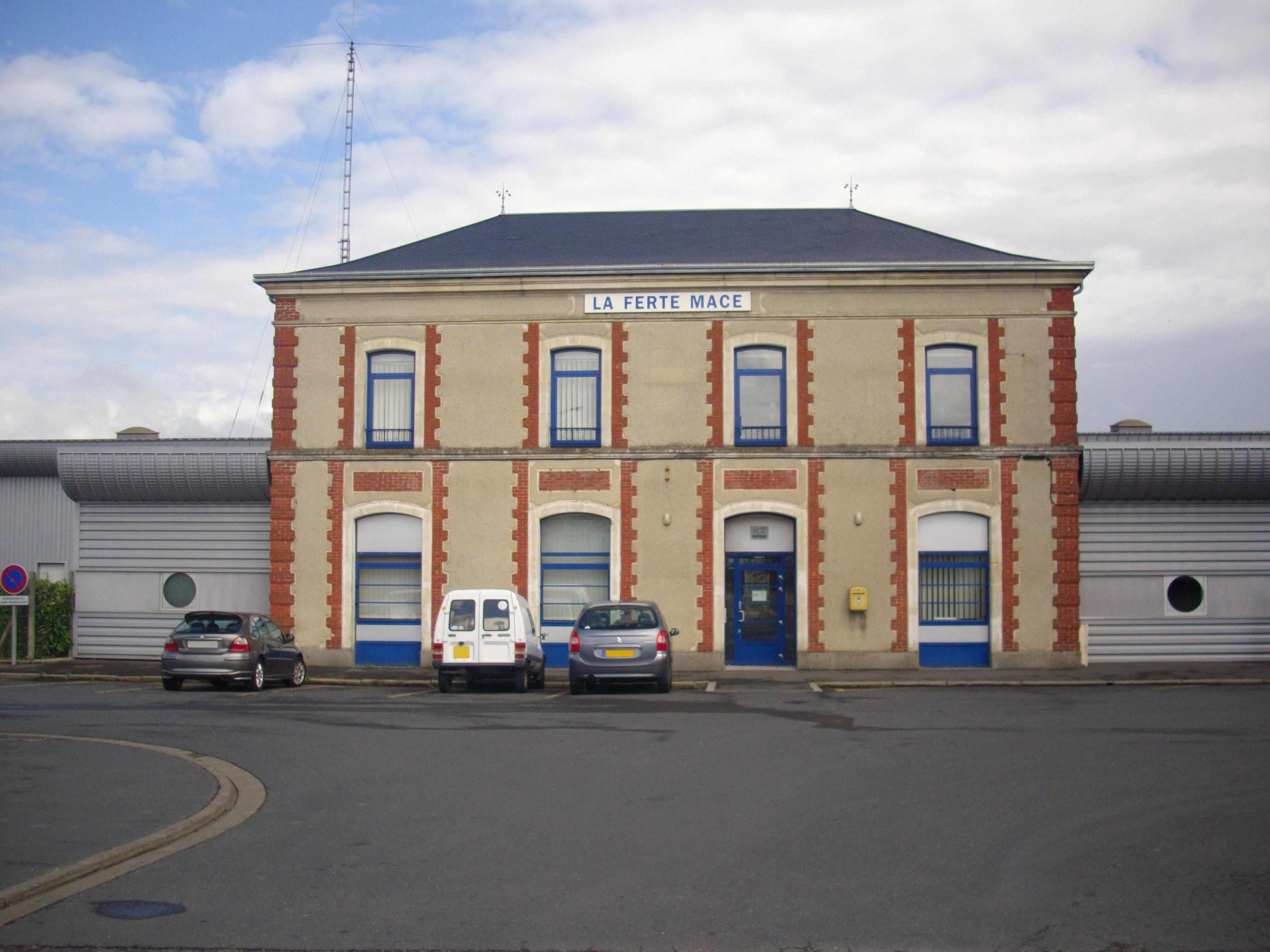
Ancienne gare SNCF de La Ferté-Macé, servant maintenant de locaux à l'Équipement.

Vers 1856, le conseil municipal de La Ferté-Macé s'efforce d'obtenir le chemin de fer, alors que des études sont menées pour définir le tracé d'une ligne de Paris à Granville. Malgré son industrie textile florissante, c'est le tracé par Flers qui est adopté, et La Ferté-Macé se contente d'un embranchement ferroviaire depuis la gare de Briouze (La Ferté-Macé avait la même importance que Flers à ce moment-là). Ainsi, Flers est depuis considérée comme la sœur rivale de La Ferté-Macé, et connaît un essor bien plus flagrant.
Le 5 décembre 1869, inauguration de la ligne Briouze - La Ferté-Macé, qui est ouverte le lendemain. La section entre La Ferté-Macé et Couterne ouvre le 26 mai 1881 permettant la jonction de la ville à la ligne Paris - Granville et d'autre part à la ligne d'Alençon à Domfront. Cet embranchement ferroviaire depuis la ligne de Paris à Granville permettait donc la desserte de la cité industrielle de La Ferté-Macé et de la station thermale de Bagnoles-de-l'Orne qui commençait alors à connaître son essor. Le prolongement de Bagnoles-de-l'Orne à Couterne permettait de plus de les lier directement à Alençon, la préfecture ornaise.
Les débuts très encourageants et prometteurs du chemin de fer entre Briouze et la Ferté-Macé permet alors d'envisager le passage de la ligne Caen - Angers par La Ferté-Macé et Bagnoles-de-l'Orne, mais son tracé est décidé par Domfront, soit vingt kilomètres plus à l'ouest. Ce deuxième échec, après celui de la ligne de Paris à Granville, condamne définitivement La Ferté-Macé. En effet, après des années d'expansions démographique et économique, La Ferté-Macé connaît alors une décroissance démographique et une véritable perte de compétitivité, en finissant par diviser sa population de moitié entre 1876 et 1914 (cf. la section démographie).
Lors de la guerre franco-allemande de 1870 et du siège de Paris, le ballon monté Rouget-de-L'Isle s'envole le 24 décembre 1870 de la gare d'Orléans et termine sa course à La Ferté-Macé après avoir parcouru 240 kilomètres.
Le 4 août 1901, on inaugure l'actuel hôtel de ville.
En 1905, création de l'Amicale fertoise avec ses sections de sport et de gymnastique puis sa fanfare (qui, 50 ans plus tard, sous la direction de M. Briand, animait les fêtes fertoises et remportait de nombreux trophées dans les concours).
L'affaire criminelle André Colson et Alphonse Steffen s'y déroule le 14 juillet 1907 ; les deux assassins sont condamnés à la peine capitale le 9 avril 1908 par la cour d'assises de l'Orne.
Le 21 septembre 1917, le poète et écrivain américain E. E. Cummings, engagé dans le Norton-Harjes Ambulance Corp en France, est arrêté avec son ami, William Slater Brown, soupçonnés d'espionnage. Tous deux ont ouvertement exprimé leur point de vue pacifiste ; Cummings a clairement indiqué son absence de toute haine pour les Allemands. Ils sont envoyés dans le camp de détention militaire du « Dépôt de Triage » à La Ferté-Macé, où ils languissent pendant trois mois et demi. Cummings relate sa vie au camp dans sa nouvelle, The Enormous Room.
Le 18 septembre 1921 est inauguré le monument aux morts de la guerre 1914-1918.
La ligne Briouze - Couterne n'étant qu'un chemin de fer d'intérêt local, la section entre Bagnoles-de-l'Orne et Couterne ferme en 1940 mais la section entre Briouze et Bagnoles-de-l'Orne reste exploitée afin de desservir les thermes de Bagnoles-de-l'Orne et La Ferté-Macé est alors toujours reliée par le train à la gare de Paris-Montparnasse. Mais en 1992, la section de Briouze à Bagnoles-de-l'Orne n'échappe pas aux fermetures progressives des lignes ferroviaires secondaires et La Ferté-Macé perd sa desserte ferroviaire, remplacée par un autocar sous tarification SNCF toujours en service entre la gare de Briouze, la ville de La Ferté-Macé et la station thermale de Bagnoles-de-l'Orne, constituant la ligne 6 du TER Basse-Normandie. La gare de La Ferté-Macé est alors désaffectée et sert désormais de locaux à l'Équipement.
Le 17 juin 1940, la ville est prise par les troupes allemandes[réf. à confirmer].
Le 6 juin 1944, Flers est bombardé et perd 105 habitants.
Jusqu'au 13 aout, une ligne de défense devait être établie jusque Lassay : la rapidité de la progression alliée réduit à rien cet espoir. Le 14 août 1944, la ville est libérée par les troupes alliées venant de Bagnoles, PC de la 1re division d’infanterie US. Elles avaient libéré Mortain pour la reperdre immédiatement en encaissant la contre-attaque (opération Lüttig). Ils entament la fermeture de la poche de Falaise. La libération de La Ferté-Macé, survenue tardivement pour une ville normande (quelques jours seulement avant celle de Paris), s'est faite sans grand combat notable, la ville n'ayant pratiquement pas été bombardée. Son plan architectural est donc resté tel quel (c'est-à-dire un plan médiéval dans son centre avec des rues étroites et des immeubles hauts, et des maisons bourgeoises avec jardins constituant la couronne du centre-ville). Sont tout de même à déplorer dix-sept civils tués dont huit personnes réfugiées dans une tranchée (cour Saint-Denis). Un gendarme meurt dans un accrochage avec des retardataires le 15.
En 1995, les hôpitaux de La Ferté-Macé et de Domfront fusionnent. Le nouvel établissement, situé dans la commune, comprend alors 706 lits.
Une commune nouvelle est créée sous le nom de La Ferté Macé par un arrêté préfectoral du 12 janvier 2016, par la fusion des communes de La Ferté-Macé et Antoigny, sous le régime juridique des communes nouvelles instauré par la loi no 2010-1563 du 16 décembre 2010 de réforme des collectivités territoriales. Seule la commune d'Antoigny prend le statut de commune déléguée et La Ferté-Macé est le chef-lieu de la commune nouvelle.

## Politique et administration

### Rattachements administratifs et électoraux
La Ferté Macé est une commune nouvelle qui regroupe depuis le 12 janvier 2016 les anciennes communes de La Ferté-Macé et d'Antoigny.

#### Rattachements administratifs
La commune se trouvait dans l'arrondissement d'Alençon du département de l'Orne jusqu'au 1er janvier 2017, date à laquelle elle intègre l'arrondissement d'Argentan.
La Ferté-Macé était depuis 1793 le chef-lieu du canton de la Ferté Macé, dont relevait également Antoigny. Dans le cadre du redécoupage cantonal de 2014 en France, cette circonscription administrative territoriale a disparu, et le canton n'est plus qu'une circonscription électorale.

#### Rattachements électoraux
Pour les élections départementales, la commune était divisée depuis 2014 jusqu'en 2020 entre le nouveau canton de la Ferté Macé, dont elle est le bureau centralisateur, et le canton de Magny-le-Désert. À la suite du décret du 5 mars 2020, la commune est entièrement rattachée au canton de la Ferté Macé.
Pour l'élection des députés, elle fait partie de la  Première circonscription de l'Orne, dite « d'Alençon », qui correspond exactement au territoire de l'arrondissement.

### Intercommunalité
La Ferté-Macé était la commune principale de la communauté de communes du Pays fertois, un établissement public de coopération intercommunale (EPCI) à fiscalité propre créé fin 1994  et auquel la commune avait transféré un certain nombre de ses compétences, dans les conditions déterminées par le code général des collectivités territoriales.
Jacques Dalmont, élu maire de la Ferté-Macé en 2008, échoue à devenir président de l'intercommunalité et la ville n’obtient aucun poste de vice-président. Jacques Dalmont annonce le 19 juin 2011 demander le retrait de sa ville de cette intercommunalité.
Cette sortie intervient par la création la communauté de communes de La Ferté-Saint-Michel intervenue le 1er janvier 2013 et qui regroupe les deux seules communes de La Ferté-Macé et Saint-Michel-des-Andaines. Le 1er janvier 2017 sont créées les communes nouvelles de La Ferté Macé (regroupant l'ancienne commune de La Ferté-Macé et Antoigny — qui était jusqu'alors membre de la communauté de communes du Pays fertois — et de Bagnoles de l'Orne Normandie, qu'intègre Saint-Michel-des-Andaines, entrainant la dissolution de la communauté de communes de La Ferté-Saint-Michel
Le 1er janvier 2017, La Ferté-Macé est intégrée dans la communauté d'agglomération dénommée  Flers Agglo, mais la campagne électorale municipale de 2020 comprend un important volet concernant le maintien ou non de la ville dans cette intercommunalité. La municipalité de Michel Leroyer, qui soutient le départ de la communauté d’agglomération flérienne officialise sa demande de la quitter pour rejoindre la communauté de communes du Pays fertois et du Bocage carrougien, ce qui lui est refusé par la préfète, décision confirmée par le tribunal administratif de Caen en février 2023,.

### Tendances politiques et résultats
La Ferté-Macé ne possède pas de tendance politique propre et oscille suivant les élections entre la droite et la gauche. Bien que la ville se situe dans une région rurale et conservatrice, donc généralement en faveur de la droite, l'électorat fertois, lui, est davantage sensible aux tendances régionales et nationales. La mairie de La Ferté-Macé voit en effet passer alternativement des assemblées tantôt à dominante socialiste, tantôt à dominante de droite.
Au second tour de l'élection présidentielle de 2007, Nicolas Sarkozy obtint une courte avance sur Ségolène Royal de la part des Fertois, lui conférant 51,53 % des votes exprimés contre 48,47 % pour la candidate socialiste. Quant au taux d'abstention, il s'élevait à 14,65 % des inscrits, soit un taux quelque peu inférieur à la moyenne nationale qui était de 16,03 %. Au 1er tour de l'élection, les Fertois avaient voté à 30,63 % pour Nicolas Sarkozy, à 25,29 % pour Ségolène Royal, 18,84 % pour François Bayrou et à 10,28 % pour Jean-Marie Le Pen, les autres candidats n'ayant pas dépassé les 5 % des suffrages exprimés. Le taux d'abstention du 1er tour était de 13,91 %, contre une moyenne nationale de 16,23 %.
Au second tour de l'élection législative de 2007, les Fertois, votant dans la première circonscription de l'Orne, ont préféré à 8 voix près le candidat UMP Yves Deniaud (qui a été élu) au candidat socialiste Joaquim Pueyo, à savoir 1 218 voix pour le premier (soit 50,16 % des suffrages exprimés) et 1 210 pour le second (49,84 %), soient en somme des résultats assez proches de la moyenne de la circonscription qui étaient respectivement de 52,82 % et de 47,18 %. Le taux d'abstention s'élevait à 40,27 %, proche de la moyenne nationale qui était 40,01 %. En ce qui concerne le 1er tour de cette élection, Yves Deniaud et Joaquim Pueyo étaient les seuls à dépasser la barre des 10 % des suffrages exprimés à La Ferté-Macé, avec des scores respectivement de 44,62 % et de 32,97 %.
En 2005, les Fertois se sont prononcés défavorablement au traité constitutionnel pour l'Europe, encore une fois avec des résultats serrés, soit 50,95 % des suffrages exprimés pour le « non » et 49,05 % pour le « oui ». Le taux d'abstention était de 27,11 %, toujours assez proche de la moyenne nationale qui était alors de 30,66 %.
Lors du premier tour des élections municipales de 2014 dans l'Orne, la liste PS-PCF-EELV menée par le maire sortant Jacques Dalmont  obtient la majorité absolue des suffrages exprimés, avec 1 489 voix (61,88 %, 24 conseillers municipaux élus dont 9 communautaires), devançant très largement celle DVD menée par  Chantal Leudiere, qui a recueilli 917 voix (38,11 %, cinq conseillers municipaux élus dont deux communautaires).
Lors de ce scrutin, 31,66 % des électeurs se sont abstenus.
Lors du second tour des élections municipales de 2020 dans l'Orne, la liste DVD menée par Michel Leroyer obtient la majorité absolue des suffrages exprimés, avec 1 077 voix, (51,31 %, 25 conseillers municipaux élus dont six communautaires), devançant de 55 voix celle PS-EELV menée par José Collado, qui a recueilli 1 022 voix (48,68 %, huit conseillers municipaux élus dont un communautaire).
Lors de ce scrutin marqué par la Pandémie de Covid-19 en France, 42,85 % des électeurs se sont abstenus,

### Administration municipale
Jusqu'en 2016, le nombre d'habitants au dernier recensement étant compris entre 5 000 et 9 999, le nombre de membres du conseil municipal est de 29.
Le conseil municipal de la commune nouvelle constituée par la fusion d'Antoigny dans La Ferté Macé comprend l'ensemble des 40 conseillers municipaux des deux anciennes communes jusqu’aux élections municipales de 2020. Pour le mandat 2020-2026, leur nombre est réduit à 33, dont sept sont également conseillers communautaires de Flers Agglo.

### Liste des maires
| Période                                  | Période        | Identité                           | Étiquette                     | Qualité |
| ---------------------------------------- | -------------- | ---------------------------------- | ----------------------------- | --- |
| Les données manquantes sont à compléter. |                |                                    |                               | |
| février 1790                             | novembre 1790  | François Lemeunier de Saint-Denis  |                               | Avocat |
| août 1848                                | septembre 1848 | Céleste Frébet Galboisière         |                               | Filateur et négociant Conseiller général de La Ferté-Macé (1848 → 1852) |
| 1852                                     | 1875           | Philéas Le Meunier de La Raillerie |                               | |
| 1875                                     | 1901           | Gustave Le Meunier de La Raillerie |                               | Propriétaire Conseiller général de La Ferté-Macé (1877 → 1904) Chevalier de la Légion d'honneur                                                                               |
| 1901                                     | 1919           | Ernest Poulain                     | RG                            | Médecin Conseiller général de La Ferté-Macé (1904 → 1940) |
| 1919                                     | 1923           | Henri Rogez                        |                               | Patron d’industrie textile |
| 1923                                     | 1945           | Ernest Poulain                     |                               | Médecin Conseiller général de La Ferté-Macé (1904 → 1940) Nommé conseiller départemental en 1943 par le Régime de Vichy                                                       |
| 1945                                     | 1971           | Gaston Meillon                     | RPF puis RS puis UNR puis UDR | Propriétaire de l’Hôtel du Grand Turc Sénateur de l'Orne (1951 → 1959) Conseiller général de La Ferté-Macé (1945 → 1970) Président du conseil général de l'Orne (1945 → 1967) |
| 1971                                     | 1977           | Norbert Moche                      |                               | Chef d'entreprise de fabrication de chaussures |
| mars 1977                                | 1995           | Yves Le Pape                       | PS                            | |
| juin 1995                                | 2008           | Jean-Marc Mesmoudi                 | DVD                           | |
| mars 2008                                | juillet 2020.  | Jacques Dalmont,                   | DVG                           | Directeur de Némus (2008) |
| juillet 2020,                            | En cours       | Michel Leroyer                     | DVC                           | Cadre dirigeant retraité de la fonction publique territoriale Ancien responsable des services techniques de La Ferté-Macé jusqu’en 2003.                                      |

### Distinctions et labels
La commune est classée station verte.
La commune est une ville fleurie ayant obtenu trois fleurs au concours des villes et villages fleuris, notamment en 2016.

### Jumelages
La Ferté-Macé est jumelée avec :
- Neustadt am Rübenberge (Allemagne) depuis 1980[58]. Commencé par des échanges scolaires, ce jumelage très actif a vu des échanges importants entre de nombreuses associations : plusieurs sections de l'Amicale fertoise ont ainsi entrepris des voyages réguliers avec Schneeren par exemple : la gymnastique, le football, le handball, le cyclisme. Hors association, les pompiers ont participé, ainsi que des voyages hors catégories qui voyaient des familles hors structure se rendre alternativement les uns chez les autres et qui perdurent encore tous les ans à l'Ascension.
- Ludlow (Angleterre) depuis 1987[58],
- Savoigne-Biffèche (Sénégal) depuis 1988[90],
- Saint-Maurice (Québec).

## Équipements et services publics

### Enseignement
On dénombre à La Ferté-Macé six écoles d'enseignement primaire (quatre publiques et deux privées), deux collèges (un public et un privé), deux lycées publics, un centre de formation de techniciens agricoles et un établissement régional d'enseignement adapté (EREA).

### Santé
L'hôpital de La Ferté-Macé est associé depuis 1995 à l'hôpital de Domfront pour former le centre hospitalier intercommunal des Andaines (CHIC des Andaines), ayant une capacité de 533 lits, répartis comme suit : 120 lits en court séjour, 65 lits en moyen séjour, 108 lits en long séjour et 240 lits en maison de retraite.
On trouve sur le site fertois deux services de médecine, des urgences, un service de radiologie, un centre périnatal de proximité, une maison de convalescence, une maison de santé et une maison de retraite. Par ailleurs, l'hôpital de La Ferté-Macé est doté d'un double tunnel de décontamination NRBC (risques nucléaire, radioactif, bactériologique et chimique) et développe son service de lymphologie, comme il l'était prévu dans le plan de restructuration de l'hôpital après les fermetures du service de maternité le 3 février 2005 (il comptabilisait alors 350 naissances par an) et du service de chirurgie le 16 juillet 2006,.
Le plateau technique est constitué d'un service d'imagerie médicale numérique, d'une unité de proximité d'accueil et traitement des urgences, d'un centre d’accueil et de premier secours, d'une antenne SMUR et des moyens de télémédecine.
En dehors de son hôpital, la ville de la Ferté-Macé possède un centre de médecine physique et de réadaptation pour enfants et adolescents, connu sous le nom de la Clairière. Outre le service hospitalier, ce centre possède un service de consultations spécialisées de médecine physique et réadaptation pédiatrique et de chirurgie orthopédique infantile.
La Ferté-Macé dispose d'une hélisurface pour les évacuations sanitaires urgentes.

## Population et société

### Démographie

#### Démographie de La Ferté-Macé jusqu'en 2016
| 1793  | 1800  | 1806  | 1821  | 1831  | 1836  | 1841  | 1846  | 1851  |
| ----- | ----- | ----- | ----- | ----- | ----- | ----- | ----- | ----- |
| 3 474 | 3 849 | 3 994 | 4 373 | 4 613 | 4 744 | 5 197 | 5 663 | 6 039 |

| 1856  | 1861  | 1866  | 1872  | 1876  | 1881  | 1886  | 1891  | 1896  |
| ----- | ----- | ----- | ----- | ----- | ----- | ----- | ----- | ----- |
| 6 560 | 7 011 | 7 332 | 9 732 | 9 769 | 9 398 | 8 908 | 8 121 | 7 775 |

| 1901  | 1906  | 1911  | 1921  | 1926  | 1931  | 1936  | 1946  | 1954  |
| ----- | ----- | ----- | ----- | ----- | ----- | ----- | ----- | ----- |
| 6 467 | 6 488 | 6 208 | 5 355 | 5 403 | 5 308 | 5 114 | 5 343 | 5 614 |

| 1962  | 1968  | 1975  | 1982  | 1990  | 1999  | 2007  | 2011  | 2016  |
| ----- | ----- | ----- | ----- | ----- | ----- | ----- | ----- | ----- |
| 5 516 | 6 205 | 6 899 | 6 708 | 6 913 | 6 679 | 6 102 | 5 826 | 5 262 |

| 2019  | - | - | - | - | - | - | - | - |
| ----- | - | - | - | - | - | - | - | - |
| 5 061 | - | - | - | - | - | - | - | - |

#### Démographie de La Ferté Macé depuis 2016
L'évolution du nombre d'habitants est connue à travers les recensements de la population effectués dans la commune depuis sa création.
En 2022, la commune comptait 5 095 habitants, en évolution de −5,53 % par rapport à 2016 (Orne : −3,21 %, France hors Mayotte : +2,11 %).
| 1968  | 1975  | 1982  | 1990  | 1999  | 2008  | 2013  | 2019  |
| ----- | ----- | ----- | ----- | ----- | ----- | ----- | ----- |
| 6 368 | 7 041 | 6 852 | 7 038 | 6 797 | 6 161 | 5 797 | 5 186 |

### Sports et loisirs
La ville dispose d'une piscine, le centre aquatique du Pays fertois, géré par la communauté de communes du Pays fertois, et ouvert en juin 2007. On y trouve un bassin sportif, un bassin ludique, une pataugeoire, un toboggan aquatique ainsi qu'un espace de balnéothérapie avec un jacuzzi, un sauna et un hammam.
La Jeunesse fertoise-Bagnoles fait évoluer une équipe de football en ligue de Normandie et deux autres équipes en divisions de district[réf. à confirmer].

## Économie
La ville possède une antenne de la chambre de commerce et d'industrie d'Alençon.

### Agriculture
La Ferté-Macé est située dans une région de tradition rurale et agricole, bien que la ville fut un grand centre industriel pendant le XIXe siècle. Se trouvant dans le bocage normand, c'est-à-dire une région riche en prairies et herbages ombragés, donc propice à l'élevage, sa région est logiquement spécialisée dans la production laitière (et ses dérivés : crèmerie, fromages). La production laitière est le point fort de l'agriculture locale, avec l'élevage d'animaux pour leur viande et de la culture, principalement des céréales (blé, orge) et du maïs (servant à l'alimentation des animaux).
Dans un contexte culturel et touristique[Quoi ?], et de façon plus marginale, on trouve également dans la région fertoise la culture des fruits (arboriculture fruitière), qui consiste en la récolte des fruits typiquement normands (pommes, poires) afin d'en produire les alcools normands correspondants : calvados, cidre, poiré, pommeau, à des fins gastronomiques et touristiques. Ce type d'agriculture n'est réalisé que chez quelques producteurs locaux, aussi elle ne constitue pas une part importante de l'économie locale.
L'économie agricole fertoise n'est pas spécifique à la région de La Ferté-Macé mais est également le type d'agriculture de l'ensemble du Bocage normand (excepté pour l'aquaculture sur le littoral bas-normand).

### Industries et services
Au niveau industriel, La Ferté-Macé et ses alentours possèdent quelques usines importantes, parmi lesquelles l'atelier de production Dermophil Indien (cosmétique) et une plateforme logistique des Mousquetaires à Magny-le-Désert, la Société normande de volailles (volailles et crèmerie) à La Chapelle-d'Andaine et les PCAS, à Couterne.
Sur la commune de La Ferté-Macé, on trouve deux zones d'activités industrielles et tertiaires, à savoir la zone industrielle de Beauregard au nord-est, la zone industrielle du Parc (magasins et centre commercial) au sud-ouest. Il existe également d'autres zones d'activités dans les environs de la ville, sans que celles-ci se situent sur la commune de La Ferté-Macé.
Les grandes surfaces commerciales constituent également une part notable des emplois locaux : centre E. Leclerc, Intermarché et Bricomarché, Action, Lidl, Noz, McDonald, Gifi, Marie Blachère…

## Culture locale et patrimoine

### Lieux et monuments

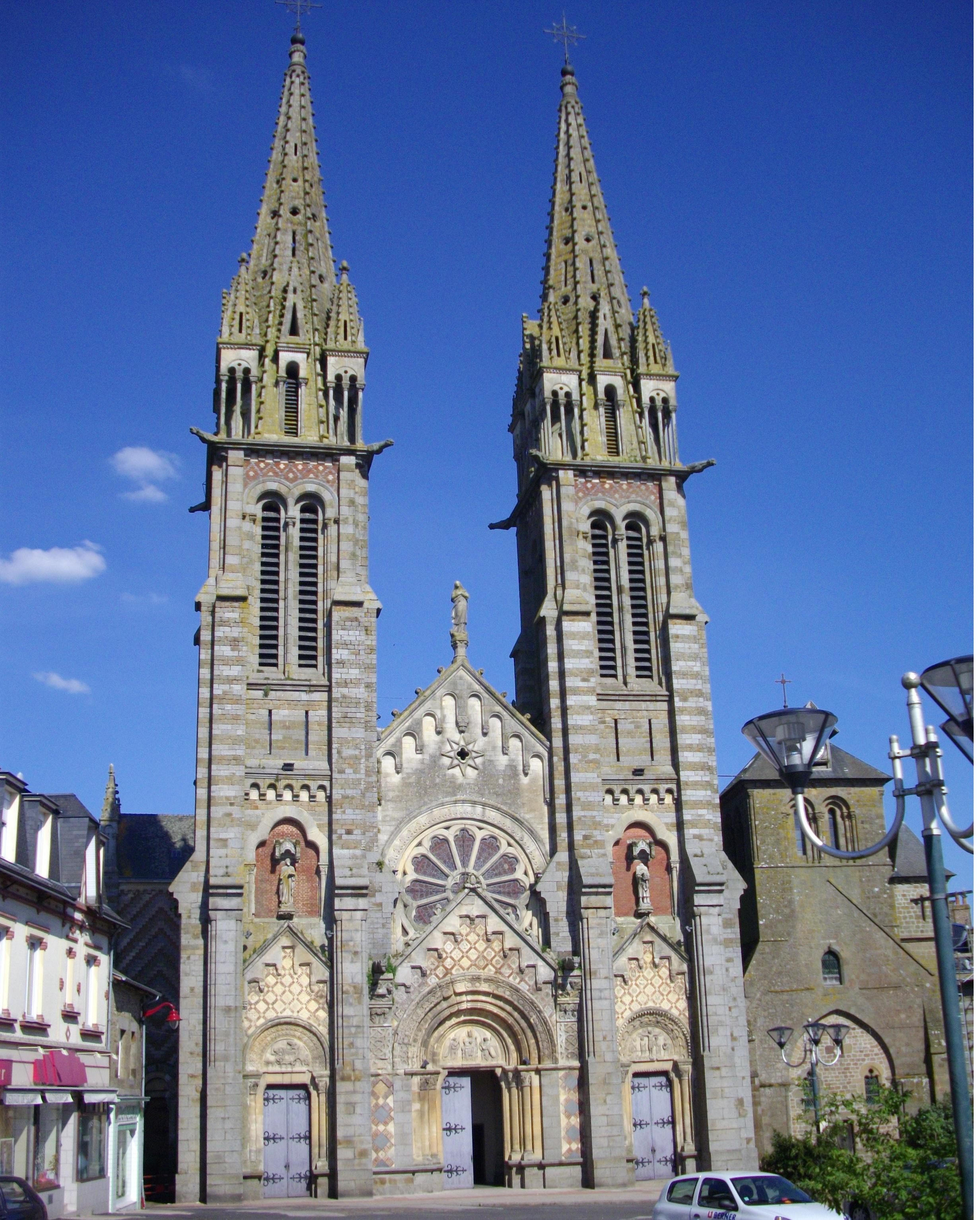
Église Notre-Dame de La Ferté-Macé.

- L'église Notre-Dame inscrite au titre des monuments historiques en 2006 :

Mise en chantier en 1851 sur les plans de François Liger, un architecte sarthois, et consacrée neuf ans plus tard, le 5 août 1860.
Ses dimensions sont : 70 m de long sur 38 m de large (au niveau du transept) ; 22 m de hauteur, ses clochers s'élancent à 60 m. 38 contreforts, reliés par des arcs-boutants permettent l'équilibre de l'énorme poussée des voûtes.
Possédant de magnifiques vitraux, l'église dispose également d'un carillon de seize cloches.
L'église possède également dans sa crypte un Trésorama : objets précieux, curieux ou insolites du culte catholique.
On note également :
- clocher de l'église romane classé au titre des monuments historiques en 1978 ;
- hôtel de ville vers 1900 ;
- manoir de la Pogeonnière ;
- vestiges du logis Pinson XVe siècle (cf. Beauvain) ;
- les traces de la motte castrale du château fort construit au pied de hautes collines et près de la petite rivière de Mora, par un des seigneurs du nom de Macé, et dont la ville tire son nom[100] ;
- la « Vallée de la Cour » (vers Antoigny) : agréable site boisé (avec étang et belle maison de maître manufacturier textile) ;
- un important patrimoine industriel repéré dans les dossiers du Patrimoine industriel de l'Orne :
  - tissages de Beauduet ;
  - tissages puis collège, rue de la Lavanderie ;
  - tissages, 7 et 16 rue Pierre-Neveu ;
  - deux usines de blanchiment sur le Douet de l'Aulne ;
  - une usine de chaussures, rue de Clouet ;
  - une usine de chaussures puis une usine de matériel d'équipement industriel, 21 boulevard de Gérard-de-Contades ;
  - un moulin à farine, puis une usine de tissage, et enfin une usine d'articles en matière plastique sur le ruisseau de Fimbrune ;
  - tissage du Bas de Maure puis usine de construction mécanique  ;
  - tissage de Maure ;
  - tissage puis câblerie des Peupliers ;

- Des espaces verts :

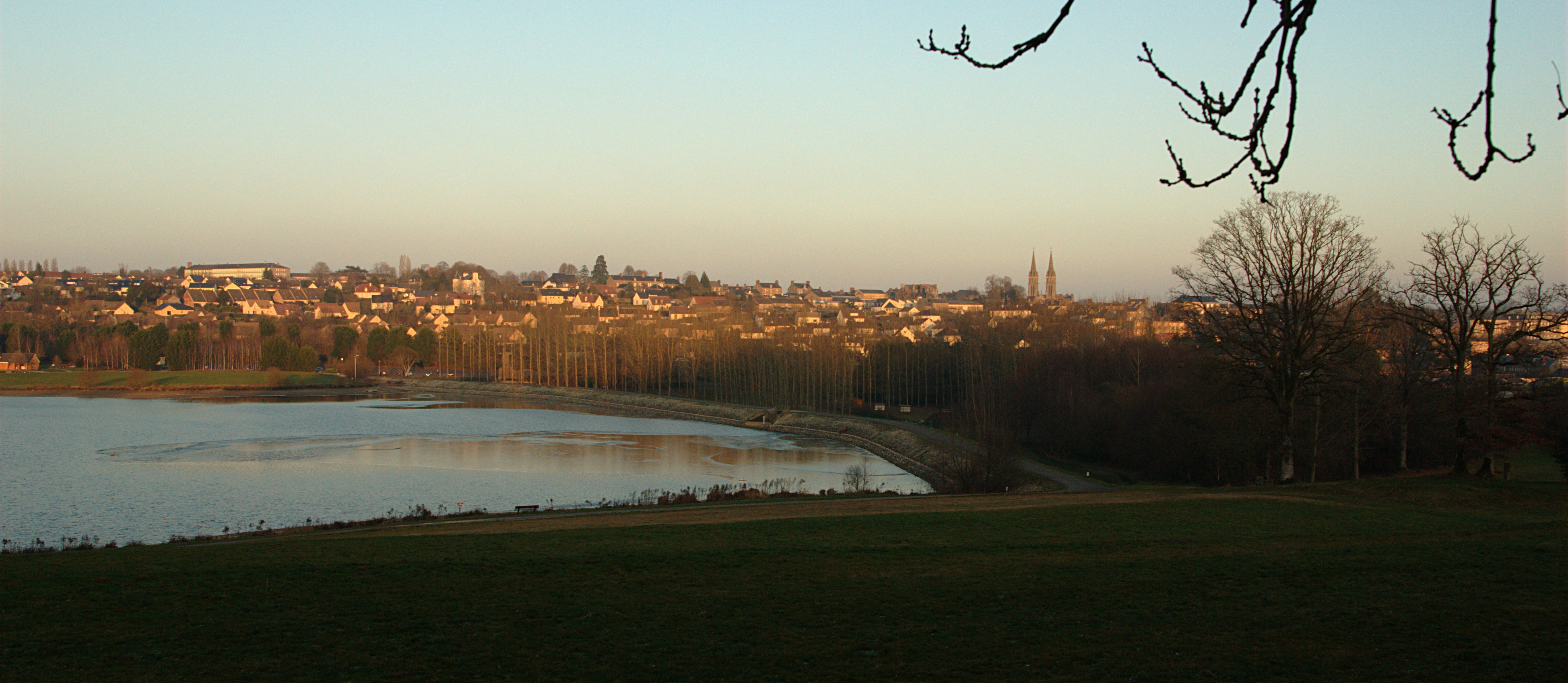
Vue partielle du plan d'eau.

  - parc Barré-Saint et sa roseraie ;
  - base de loisirs : lac de 28 hectares créé artificiellement dans les années 1980 autour duquel on trouve un chemin de randonnée bouclant le lac (2,4 km), une plage, une aire de jeux, des pédalos, une école de voile, des planches à voile, un centre équestre, un bar, un mur d'escalade, un swin golf, un minigolf, des activités de pêche, un skatepark, etc.[58].
  - Voie verte Vélobocage aménagée en 2022 sur l'ancienne voie ferrée Briouze-Couterne fermée en 1992[101].

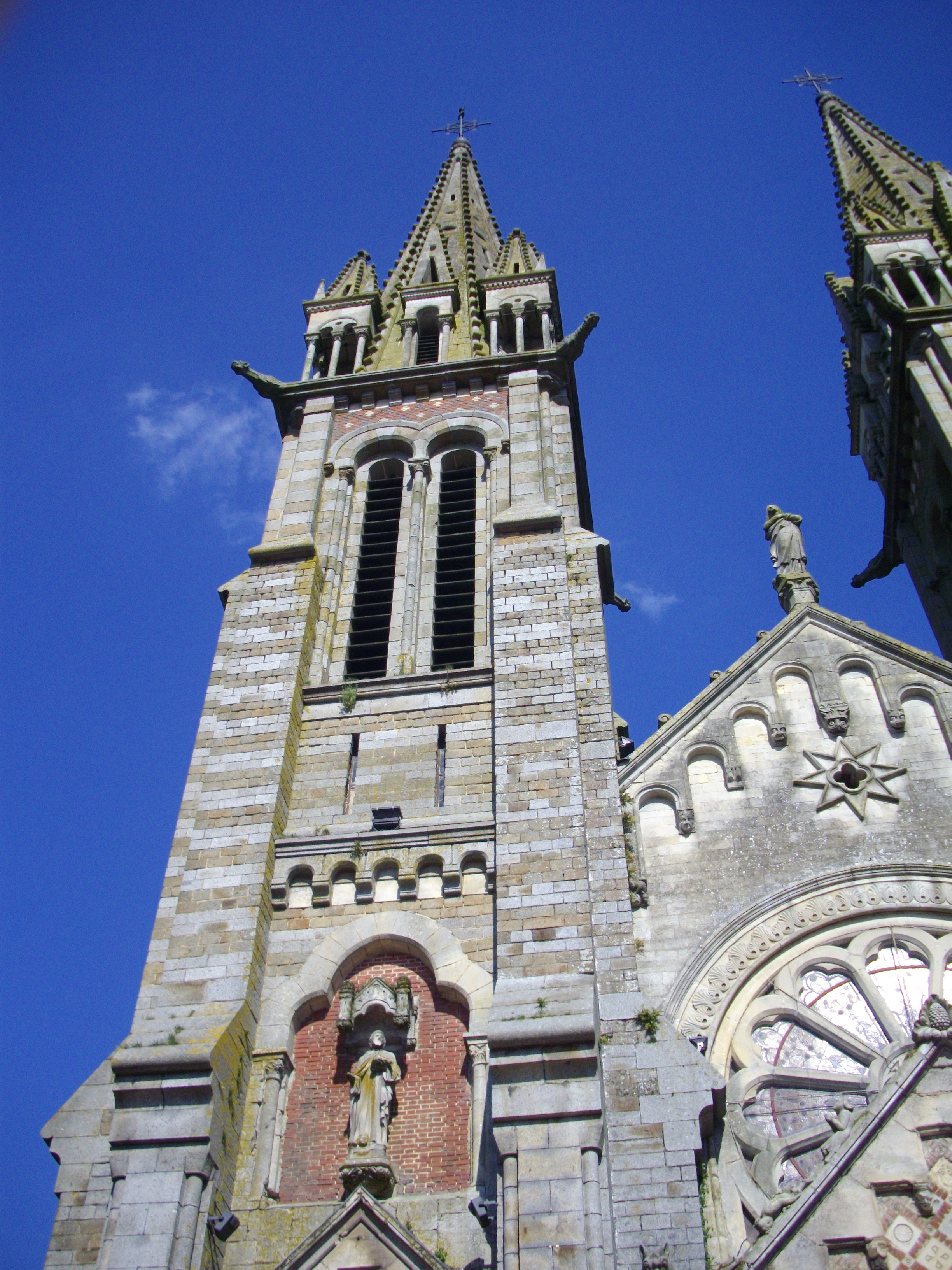
L'église  Notre-Dame.
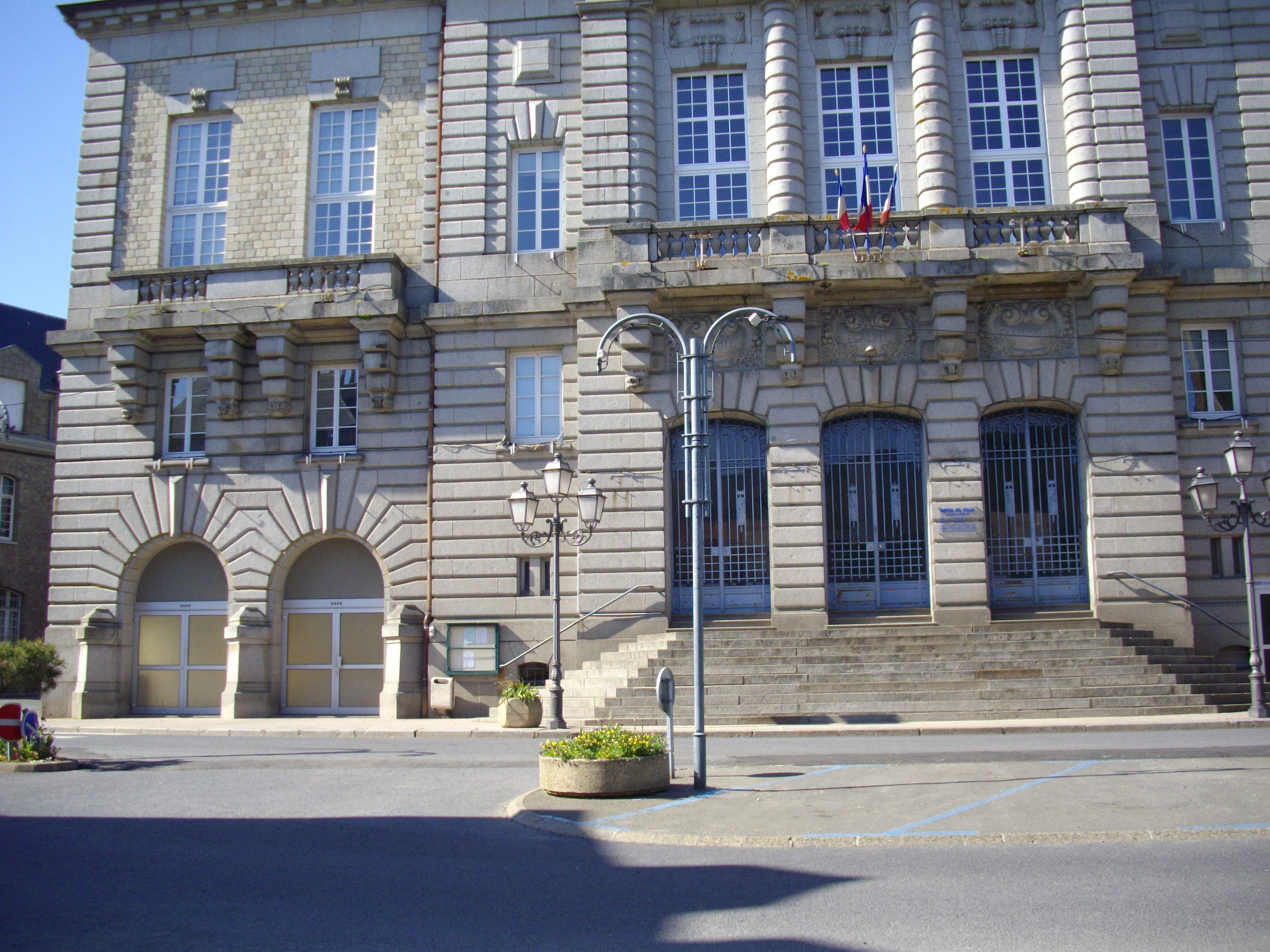
La mairie.
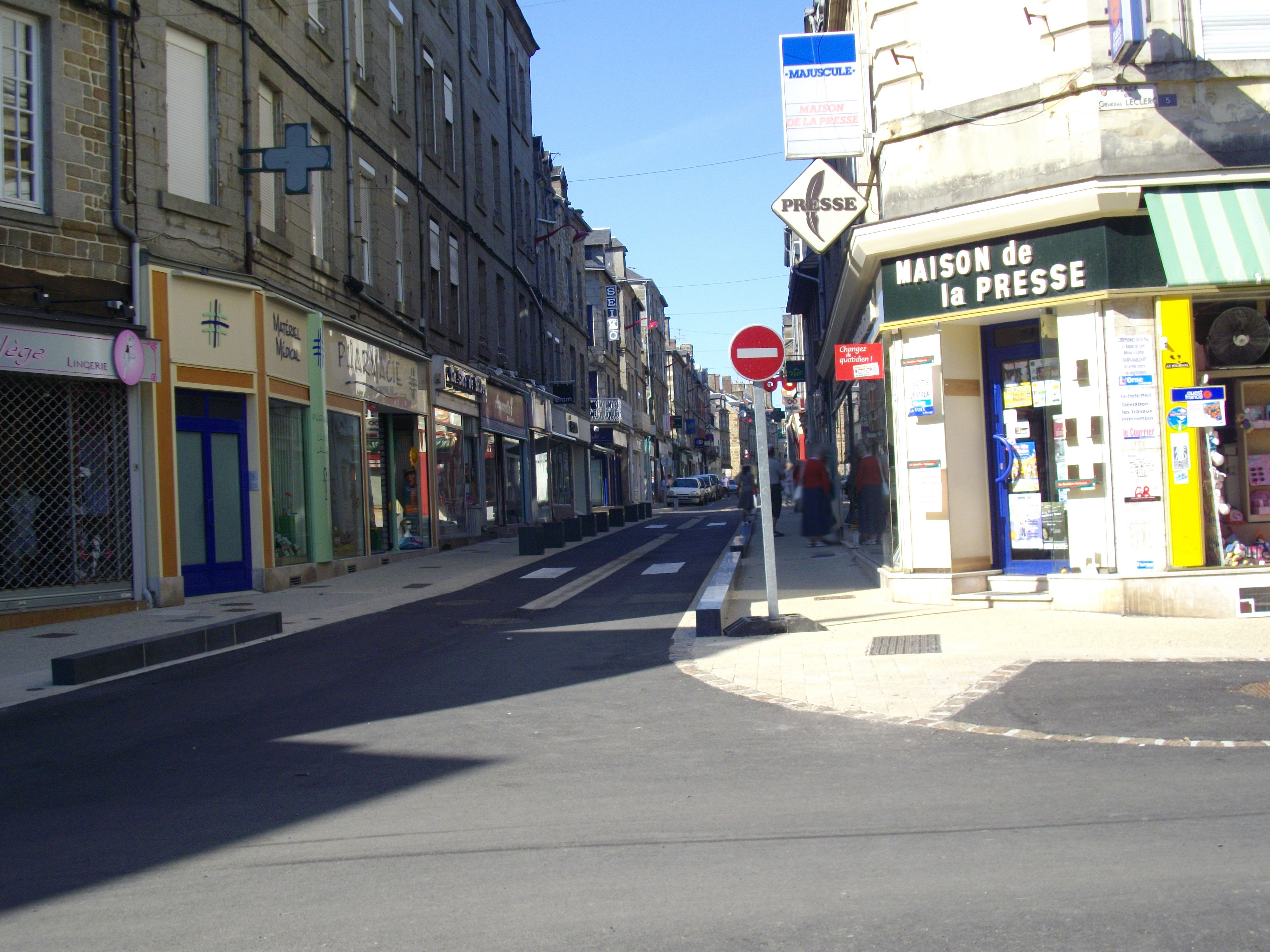
La rue d'Hautvie.
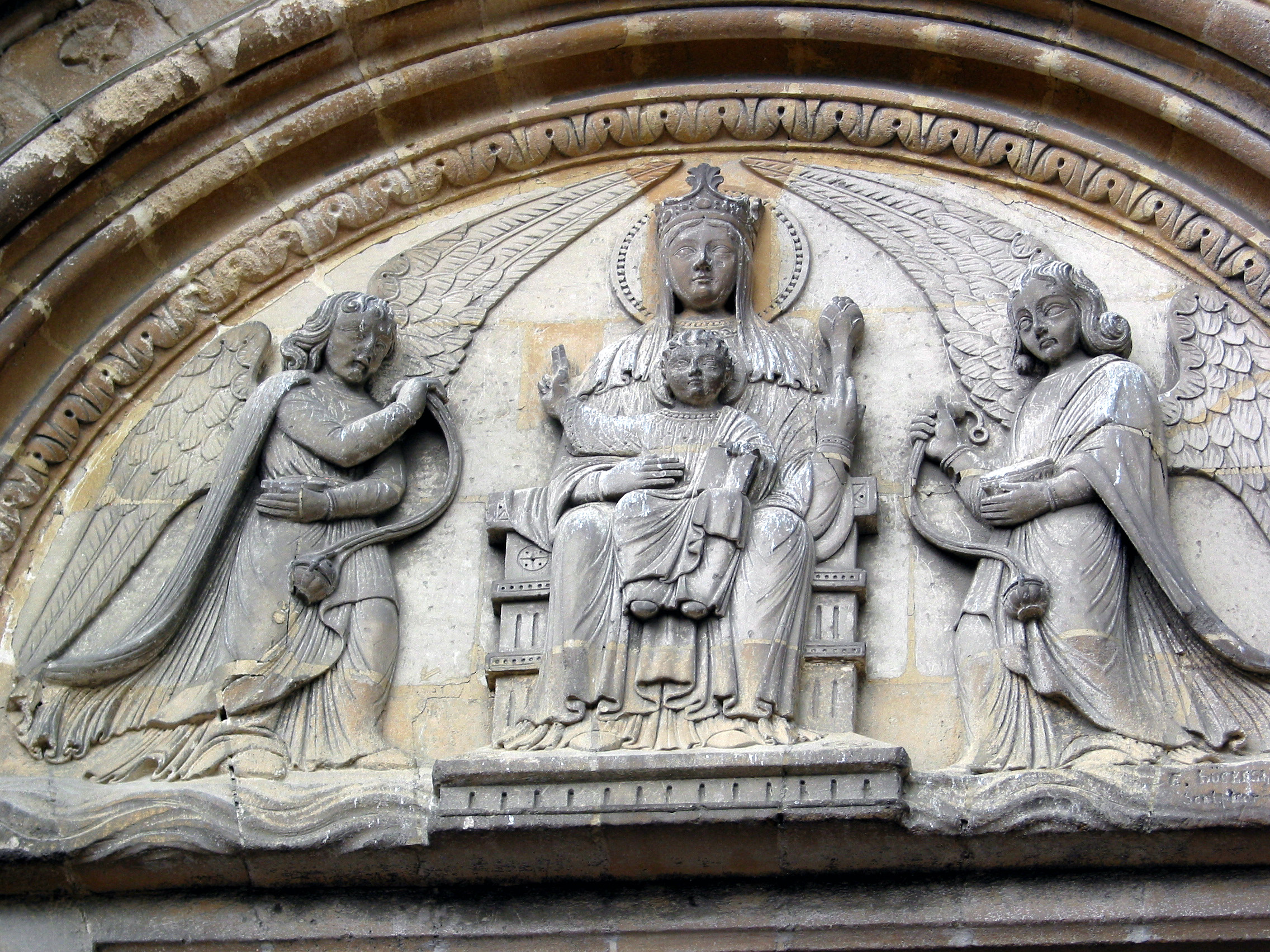
Détail de l'église.
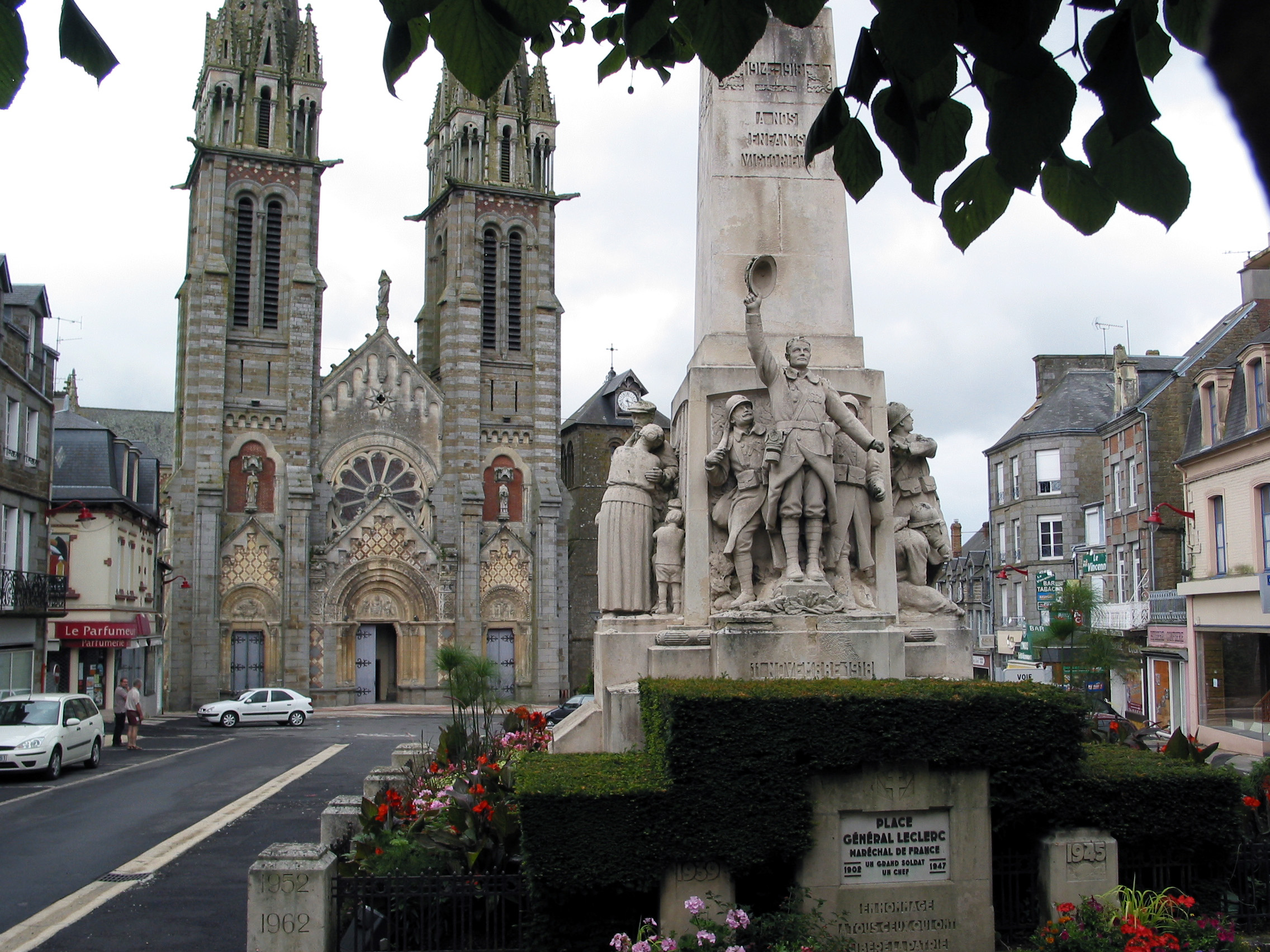
Le monument aux morts place Leclerc.
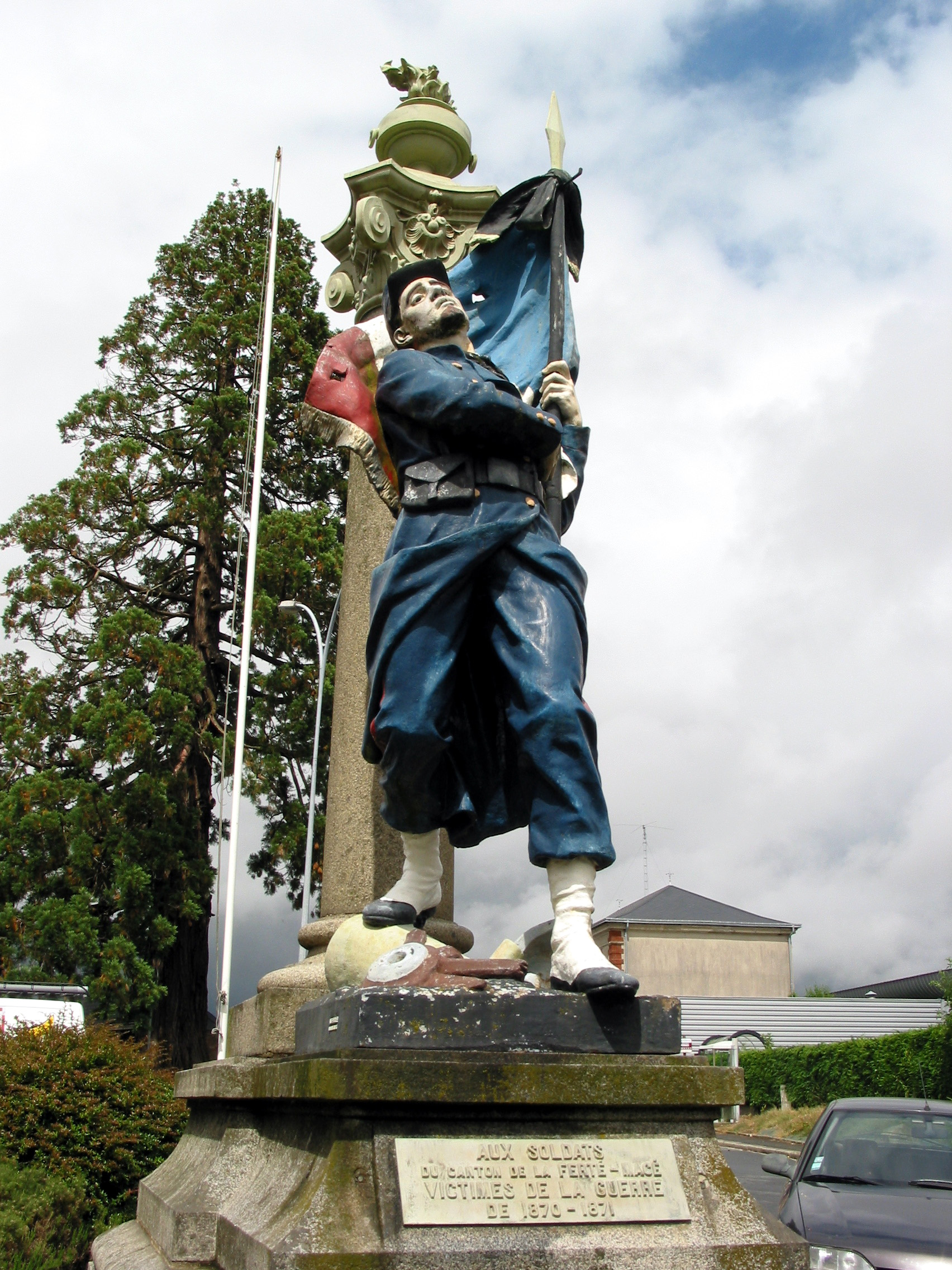
Le monument aux morts de la guerre de 1870.

### Équipements culturels
L'espace culturel du Grand-Turc, situé en centre-ville de La Ferté-Macé, abrite la bibliothèque municipale de La Ferté-Macé ainsi qu’une salle de cinéma (salle Gérard-Philipe). Il possède en plus un point d'information jeunesse et une salle culturelle où peuvent avoir lieu diverses expositions, des concerts-découverte, etc.
La ville possède également un musée du jouet depuis 1992.

### Personnalités liées à la commune

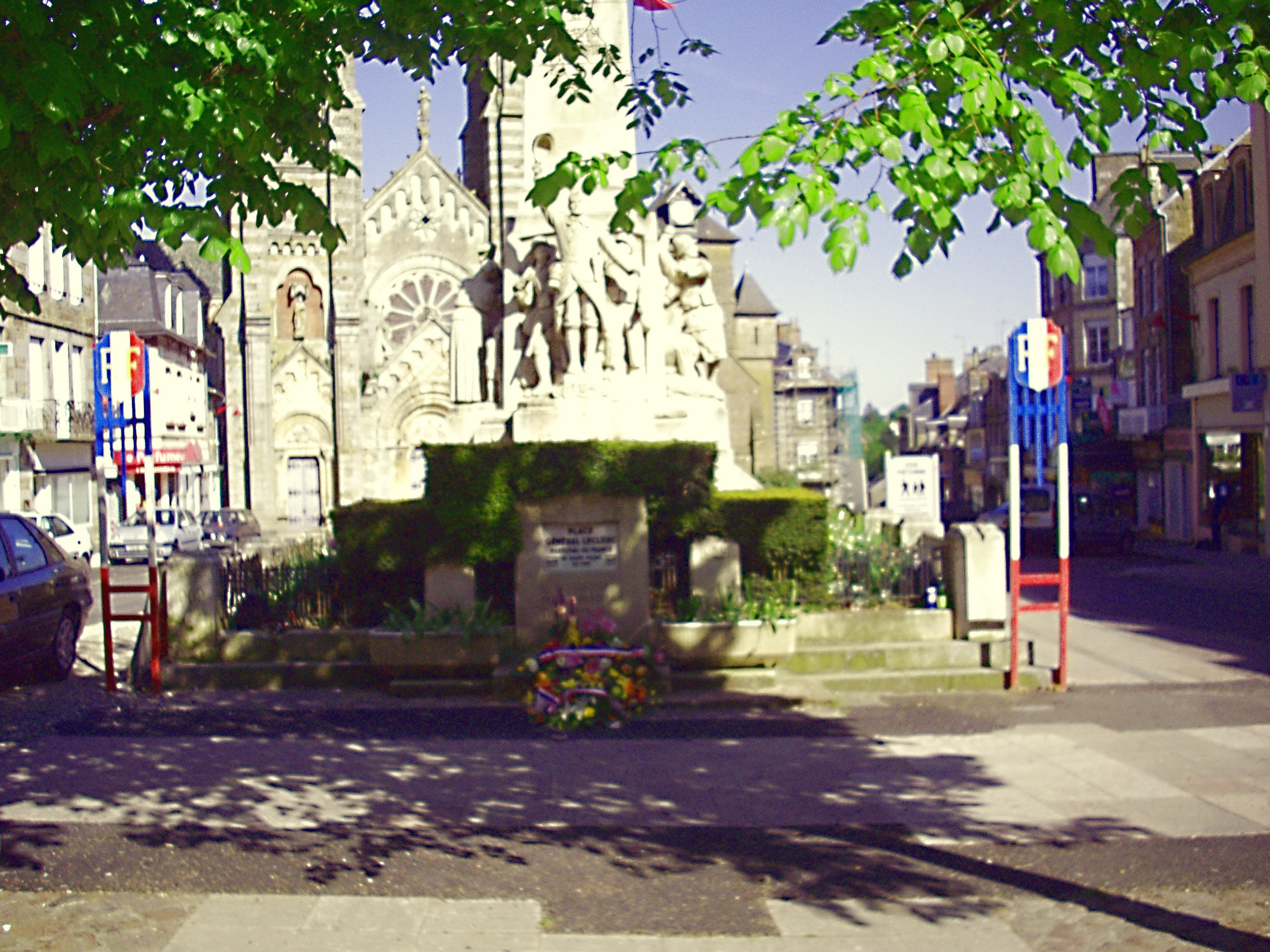
Le monument aux morts de La Ferté-Macé, œuvre de Marcel Pierre.

- Alphonse Feillet (1824-1872), historien, écrivain, y est né[102].
- Jean-Pierre Brisset (1837-1919), écrivain français, y est mort.
- Louis Duval (1840-1917), bibliothécaire, archiviste et historien.
- Wilfrid Challemel (1846-1916), Poète et journaliste[103].
- Gérard de Contades (1846-1899), érudit, historien local, romancier.
- Jules Davoust (1857-1888), officier de marine coloniale, lieutenant de vaisseau et explorateur français, y est né.
- Paul Verrier (1860-1938), professeur à la Faculté des Lettres de Paris., fondateur, en 1912, de l'Institut d'études scandinaves de la Sorbonne, y est né.
- Victor Bridoux (1871-1936), journaliste et imprimeur français, y est né.
- Edward Estlin Cummings (1894-1962), poète, écrivain et peintre américain plus connu sous le diminutif de E. E. Cummings, y a été interné pendant la Première Guerre mondiale en raison de son pacifisme.
- Marcel Pierre (1897-1969), sculpteur et peintre français, a fait toute sa carrière de peintre et de sculpteur à La Ferté-Macé
- Jean-Marie Louvel (1900-1970), homme politique (plusieurs fois ministre sous la IVe République, et maire de Caen), est né à La Ferté-Macé.
- Tania Balachova (1902-1973), comédienne française d'origine russe, y est morte.
- Bernard Chardon (1927-), prêtre, enseignant, artiste peintre, céramiste et créateur de vitraux, y est né.
- Jimmy Walter (1930-2012), pianiste, arrangeur et compositeur français, auteur avec Boris Vian de plusieurs chansons dont J'suis snob. y est décédé.
- Gérard Burel (1935-2012) , homme politique français, président du conseil général de l'Orne de 1993 à 2007, y est mort.
- Pascal Churin (1958-), coureur cycliste français des années 1980-1990, directeur adjoint de l'équipe Bretagne-Schuller de 2005 à 2009, y est né.
- Luc Meyer (1968-), prélat catholique français, évêque du diocèse de Rodez et Vabres depuis le 7 juillet 2022, y est né.
- Franck Goldnadel (1969), ingénieur et directeur d'aéroport français, est né dans la commune.
- Emmanuel Orhant (1969-), médecin français, responsable médical d'équipes de football puis, depuis mars 2017 directeur médical de la fédération française de football, y est né.

### Gastronomie
Les spécialités locales sont :
- tripes en brochette de La Ferté-Macé ;
- tripounettes fertoises ;
- andouille ;
- chocolats : étrier normand et « Bois mort de la Forêt d'Andaine »[58].

### Héraldique
| Blason de La Ferté Macé | Blason  | De gueules à la navette de tisserand d'or en barre, surmontée d'une ruche du même. |
| Blason de La Ferté Macé | Détails |                                                                                    |